# 欧内斯特·汉密尔顿
欧内斯特·汉密尔顿（英語：Ernest Hamilton，1883年4月17日—1964年12月19日），生于魁北克省蒙特利尔，加拿大男子棍网球运动员。他曾代表加拿大参加1908年夏季奥林匹克运动会棍网球比赛，获得一枚金牌。